# Michaele Hustedt
Michaele Hustedt (* 15. Oktober 1958 in Hamburg) ist eine deutsche Politikerin der Grünen.

## Leben
Michaele Hustedt war von 1994 bis 2005 drei Wahlperioden lang Mitglied des Deutschen Bundestages. Sie wurde über die Landesliste der Partei Bündnis 90/Die Grünen in Nordrhein-Westfalen gewählt und vertrat den Wahlkreis Bielefeld.
Hustedt war zuletzt energiepolitische Sprecherin der Grünen-Fraktion im Bundestag. Sie war ordentliches Mitglied in den Ausschüssen für „Wirtschaft und Arbeit“ und „Umwelt, Naturschutz und Reaktorsicherheit“ und stellvertretendes Mitglied im Ausschuss für „Wirtschaftliche Zusammenarbeit und Entwicklung“.
Von 1975 an war sie in der Friedens- und Umweltbewegung aktiv. Als Funktionärin des Marxistischen Studentenbundes Spartakus wurde sie für einen mehrmonatigen konspirativen Lehrgang in die Deutsche Demokratische Republik entsandt, wo sie an der Jugendhochschule „Wilhelm Pieck“ der DDR-Massenorganisation Freie Deutsche Jugend eine Kaderschulung erhielt.
Mitglied der Grünen ist sie seit 1990. Hustedt hat eine Ausbildung zur chemisch-biologisch-technischen Assistentin absolviert und war Lehrerin der Sekundarstufe I und II in Chemie und Biologie. Sie absolvierte auch ein Aufbaustudium Umweltschutz. Sie hat eine Tochter (Carla Hustedt).
Sie beschäftigt sich mit Umwelt- und Energiepolitik sowie mit Fragen der Globalisierung, speziell des Welthandels.
An der Erarbeitung des Erneuerbare-Energien-Gesetzes in der ersten Fassung von 2000 war Michaele Hustedt neben den weiteren Abgeordneten Hans-Josef Fell (Bündnis 90/Die Grünen), Hermann Scheer und Dietmar Schütz (beide SPD) maßgeblich beteiligt.
Nach ihrem Ausscheiden aus dem Bundestag gründete Hustedt zusammen mit ihrem ehemaligen Fraktionskollegen Albert Schmidt 2005 in Berlin ein Büro für Politikberatung und Coaching.
Von August 2008 bis April 2012 war sie bei der RWE-Tochter Innogy, die sich mit erneuerbaren Energien beschäftigt, im Beirat.
Ab 2006 moderierte sie das Netzwerk Bioenergie, angesiedelt bei der Deutschen Umwelthilfe. Mitglieder waren Umweltverbände, Entwicklungsorganisationen, Politiker aller Parteien, Ministerien, VKU, Erneuerbare-Energien-Verbände, Wissenschaftler und verschiedene Unternehmen (zum Beispiel Lichtblick, Navaro AG, Schmack Biogas, BP, RWE und EnBW).
Bis 2014 war sie Projektleiterin der „Initiative Nachhaltige Rohstoffbereitstellung für die stoffliche Nutzung“ (INRO), die vom BMELV gefördert wurde.
2012 moderierte sie den Runden Tisch zum Pumpspeicherkraftwerk Atdorf.